# Holcomb (Kansas)
Pour les articles homonymes, voir Holcomb.
Holcomb est une ville du comté de Finney au Kansas.

## Personnalités liées
- Richard Hickock (1934-1965), condamné pour le meurtre de la famille Clutter dans cette ville.

## Dans les arts et la culture populaire

### Littérature

#### Roman
L'histoire du De sang froid de Truman Capote se déroule aux alentours de Holcomb.